# Kościół śś. Józefa i Rajmunda w Montrouge
Kościół śś. Józefa i Rajmunda (fr. Église Saint-Joseph-Saint-Raymond) – rzymskokatolicka świątynia parafialna we francuskiej gminie Montrouge.

## Historia
Przed budową obecnej świątyni wzniesiono kaplicę. Budowę ukończono w 1936 roku, może pomieścić około 200 osób. Kamień węgielny pod budowę kościoła wmurował 23 grudnia 1962 roku kardynał Maurice Feltin. Gotową świątynię otwarto oficjalnie 6 października 1963. W czerwcu 1983 poświęcono dzwon.

## Architektura
Kościół modernistyczny, dwunawowy, o układzie bazyliki, wzniesiony na osi północ-południe według projektu Jacquesa Le Saint. Fasada jest okryta żółtawymi, kamiennymi płytkami. Jej głównymi ozdobami są: bellcote, dziewięć niewielkich, trójkątnych okien i zaokrąglony północno-wschodni narożnik. Wejście główne nie jest umiejscowione na fasadzie, lecz na zachodniej elewacji świątyni. Wchodzi się bezpośrednio do nawy głównej, a nawa boczna jest krótsza od głównej – cofnięta z północnej strony. Ściana nawy bocznej jest pokryta jasnożółtym tynkiem, znajdują się na niej niewielkie, kwadratowe okna. Znajdująca się ponad dachem nawy bocznej elewacja nawy głównej jest w większości przeszklona, okna są oddzielone wąskimi kawałkami ściany, które dźwigają dach. Dolna część elewacji wschodniej jest pozbawiona dekoracji, a w jej górnej części znajduje się rząd prostokątnych okien, o podobnej szerokości co te w ścianie zachodniej, lecz niższych.

## Galeria

### Kościół

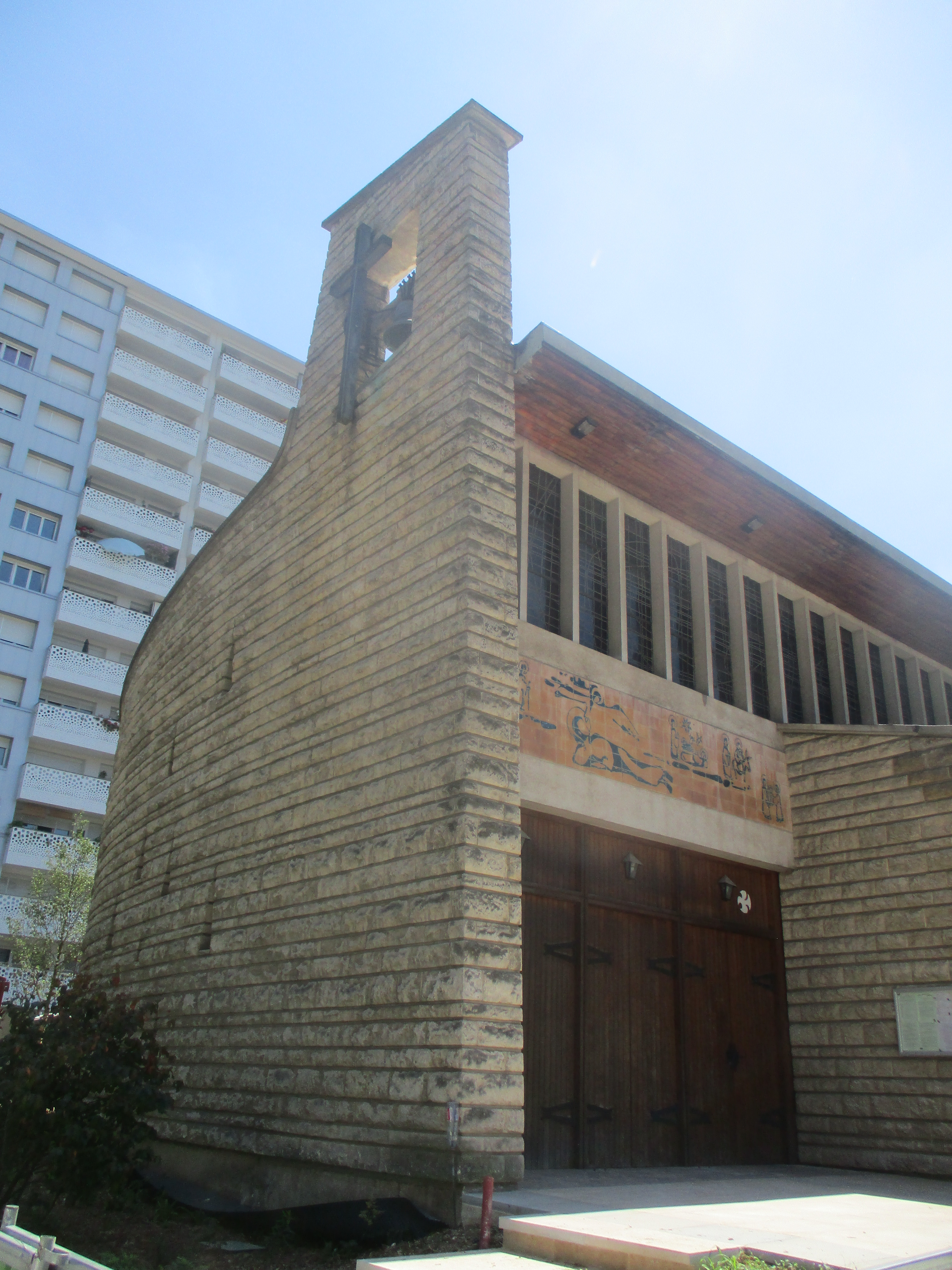
Fasada
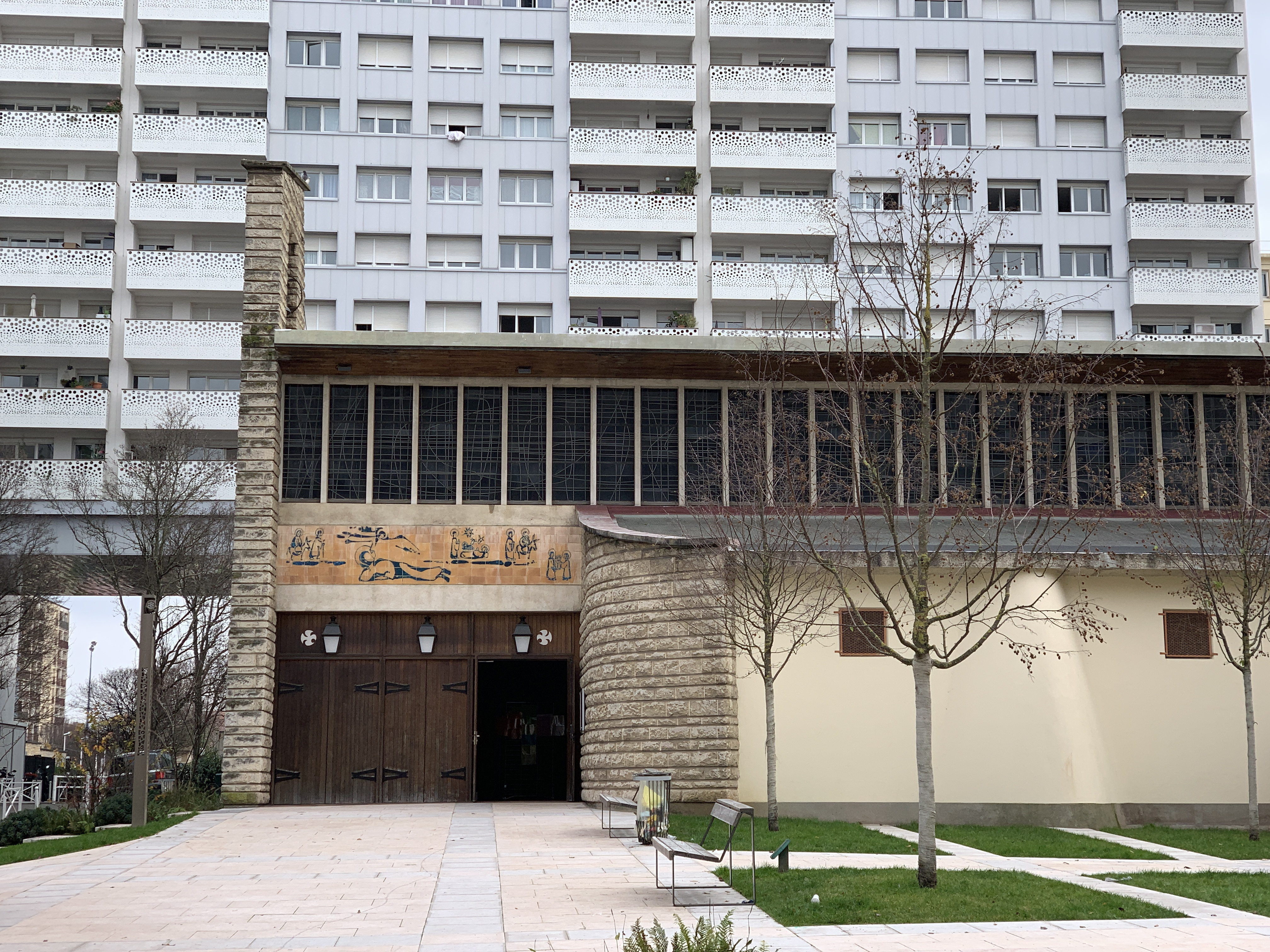
Elewacja zachodnia
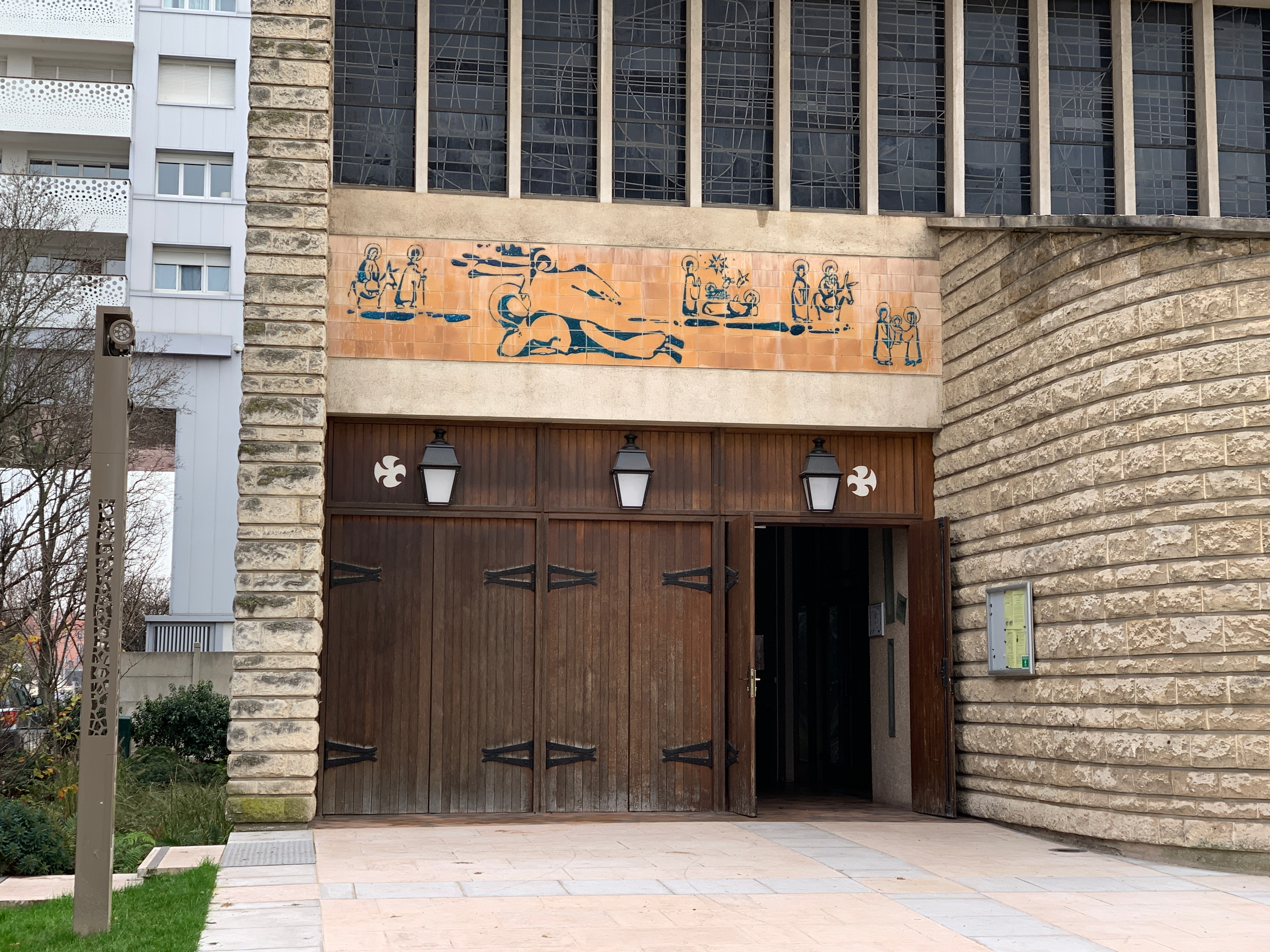
Wejście

### Kaplica

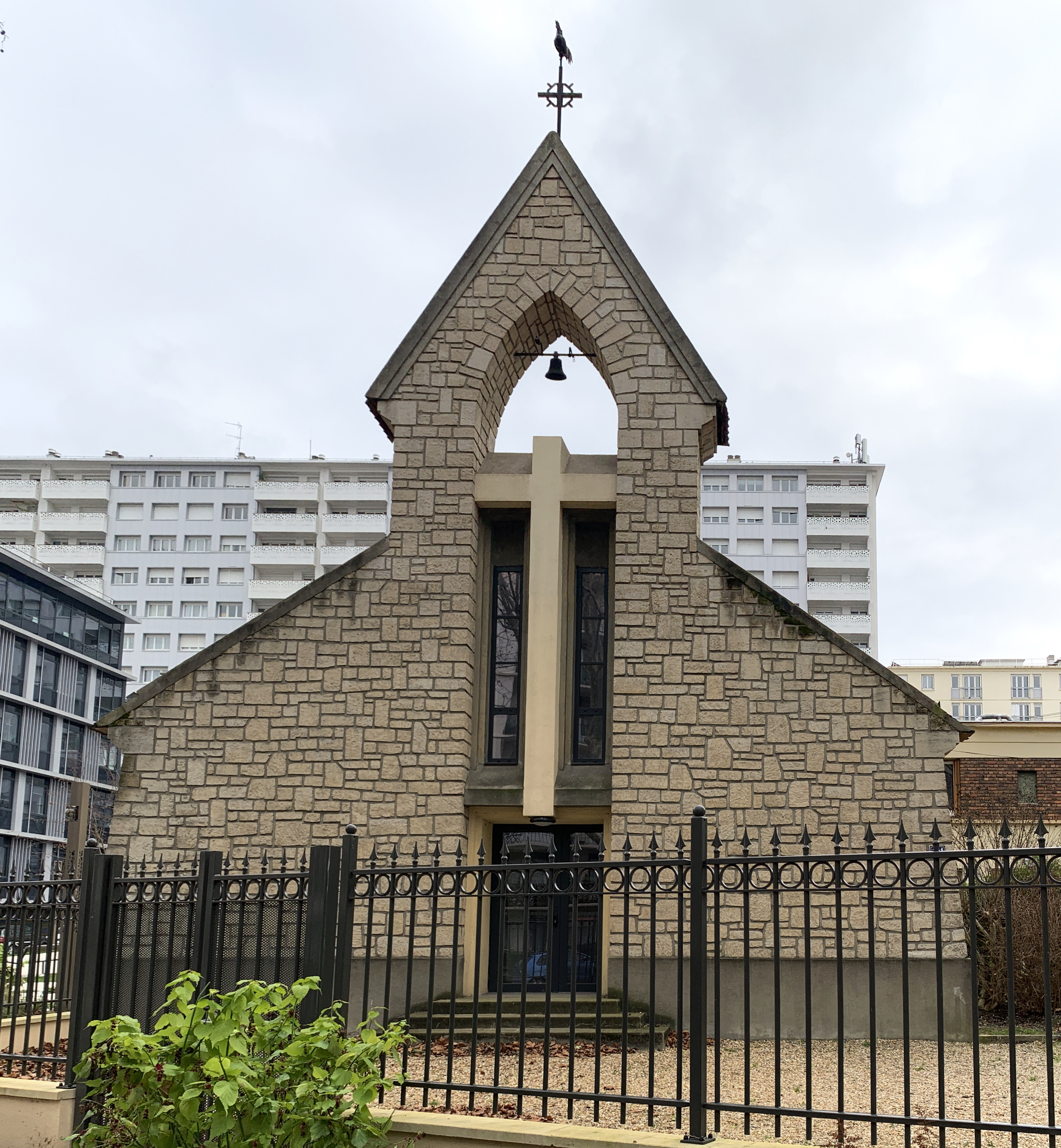
Fasada
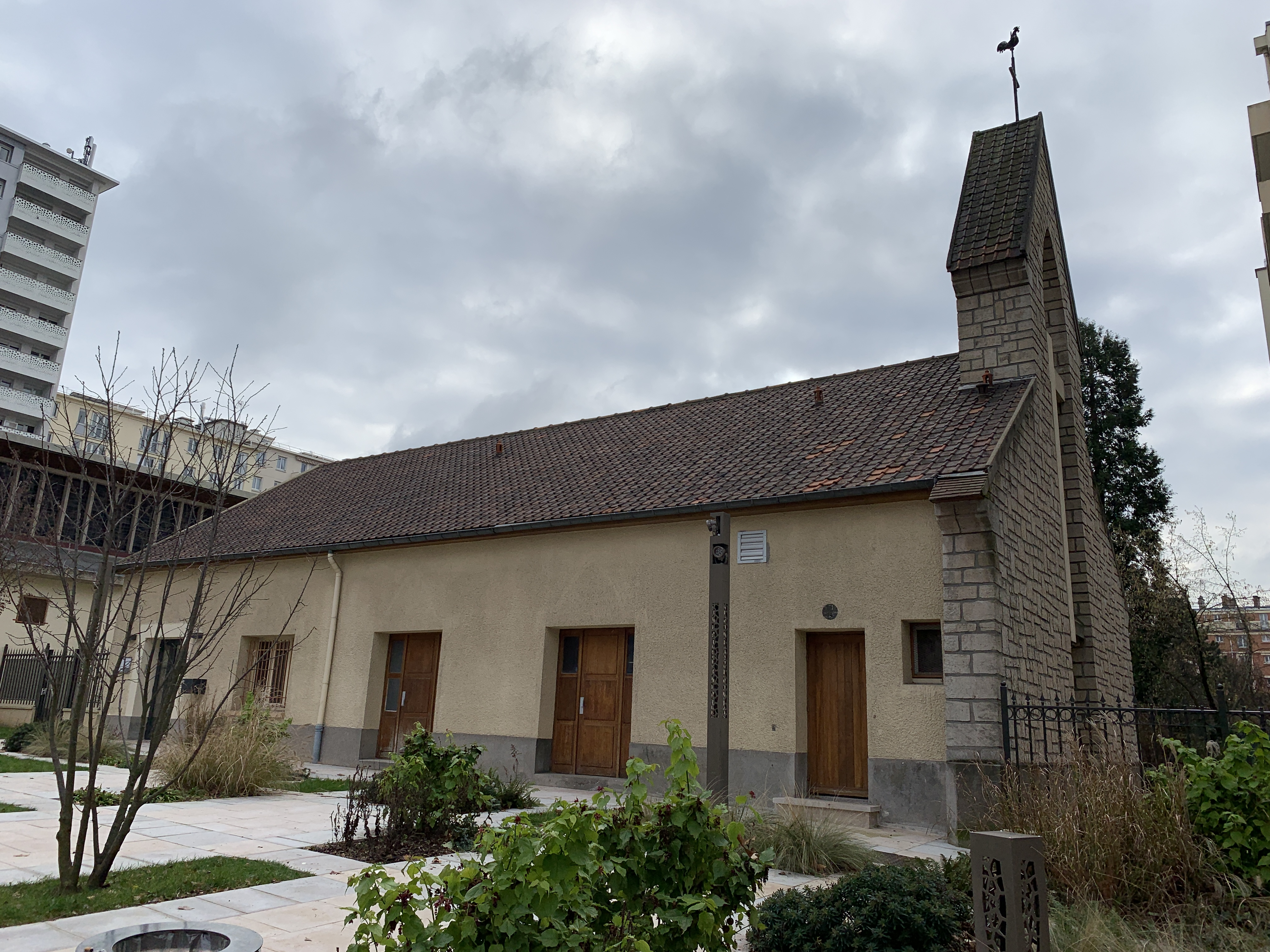
Widok z północnego zachodu
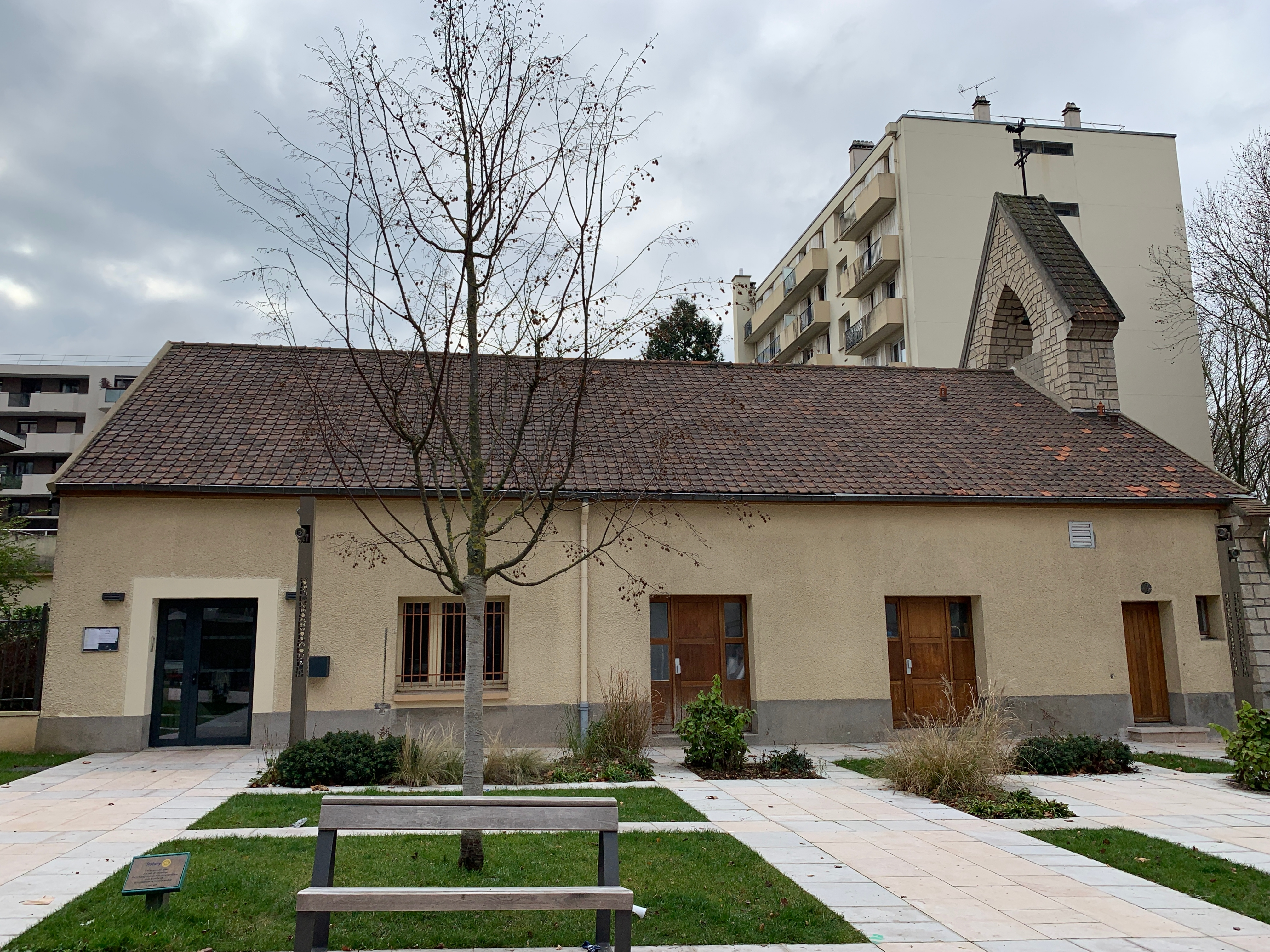
Widok z północy